# حبیب‌الله ثابتی
حبیب‌الله ثابتی (۱۲۹۳-۱۳ اردیبهشت ۱۳۸۷) جنگل‌شناس ایرانی و استاد دانشگاه تهران بود. او از دانشگاه نانسی دکترا گرفت و از پیشگامان رشتهٔ جنگل‌داری در ایران بود.
او برای نگارش کتاب جنگل‌ها، درختان و درختچه‌های ایران برندهٔ جایزهٔ کتاب سال سلطنتی شد.

## آثار
- اقالیم حیاتی ایران
- جنگل‌ها، درختان و درختچه‌های ایران